# 가츠동
가츠동 또는 카츠동(일본어: カツ丼 가쓰돈[*])은 그릇에 담은 밥 위에 돈가스를 얹은 일본의 덮밥 요리이다. 이름은 돈가스를 사용한 덮밥 요리라는 것에서 유래했다.

## 역사
1921년 2월 와세다 고등학교에 다니던 나카니시 케이지로(中西敬二郎)가 단골 식당에서 사발에 밥을 담고 돈가스를 얹은 뒤 그 위에 소스를 부어서 ‘돈가스덮밥’을 만들고, 이를 가게의 메뉴로 판매할 것을 권하였다고 한다. 이것이 카츠동의 시초가 되었다는 것이 현재까지의 정설이다.
한편, 1913년 와세다 고등학교에 다니던 다카하타 마스타로(高畑增太郎)가 ‘소스돈가스덮밥’을 고안한 것이 처음이었다는 설도 존재한다. 이 음식은 지금도 후쿠이현에서 ‘하이칼라덮밥’이라는 이름으로 정착되어 있다. 그 밖에 나가노현 고마가네시의 등산가가 같은 음식을 최초로 개발하였다는 설도 있다.

## 조리법
밥 위에 돈가스를 얹은 뒤, 양파가 들어간 덮밥 소스에 달걀물을 풀어 끓인 것을 돈가스 위에 덮는다. 덮밥 소스에는 우스터 소스, 드미글라스, 간장 등 다양한 것을 사용할 수 있다.

## 같이 보기
- 돈부리
- 우나돈
- 돈가스
- 규동

## 참고 문헌
- 오카다 데쓰 (2006). 《돈가스의 탄생 - 튀김옷을 입은 일본 근대사》. 서울: 뿌리와 이파리. ISBN 9788990024541.